# 200 East 83rd
200 East 83rd ist ein Hochhaus im Stadtbezirk Manhattan in New York City, Vereinigte Staaten. Der luxuriös ausgestattete Wohnturm wurde nach seiner Adresse benannt.

## Beschreibung

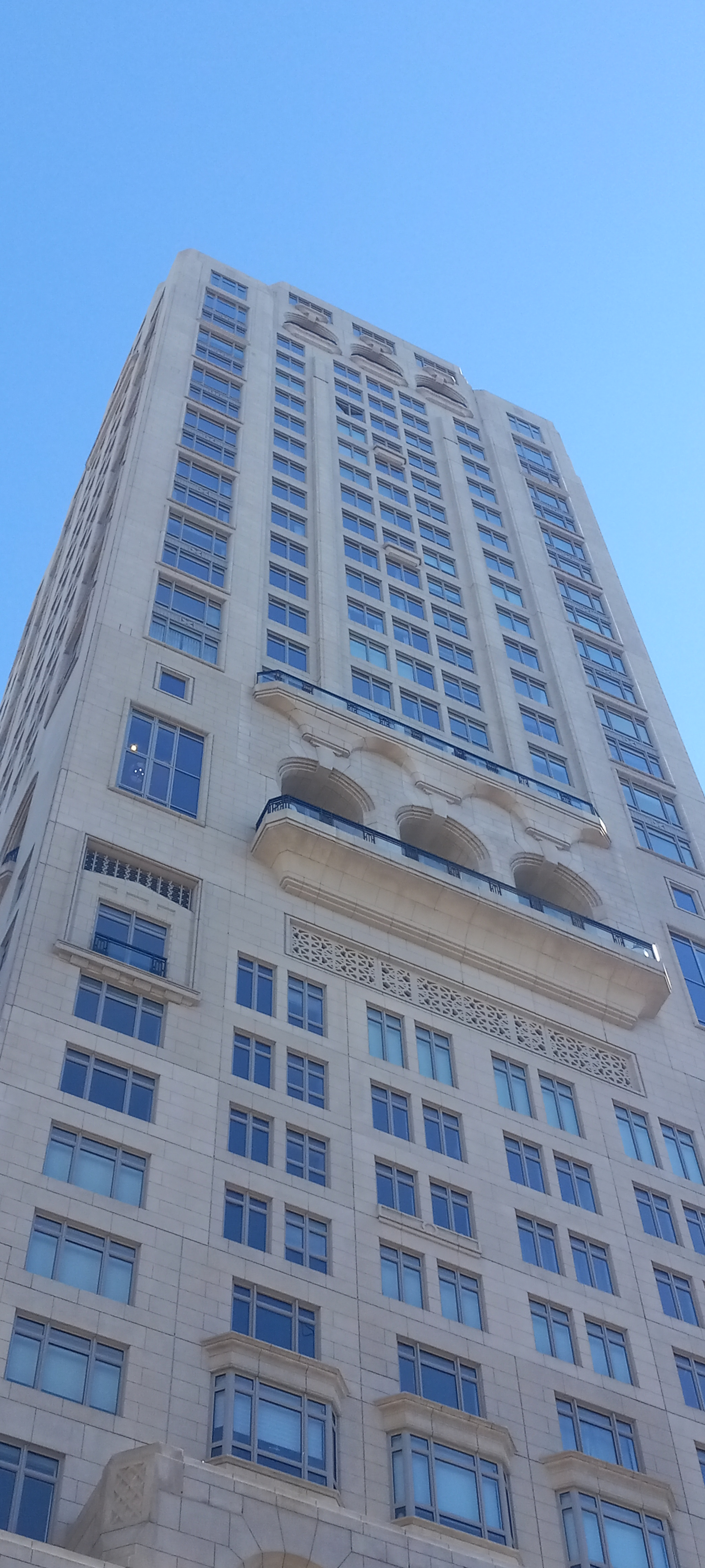
Ansicht der Kalksteinfassade

Das Gebäude steht an der Südostecke der Kreuzung Third Avenue/East 83rd Street im Viertel Yorkville auf der Upper East Side. Die nächstgelegenen Stationen der New York City Subway sind die jeweils drei Blocks entfernten Stationen 83 Street an der Kreuzung Lexington Avenue/East 86th Street mit den Linien  und 83 Street an der Kreuzung Second Avenue/East 86th Street mit den Linien .
Der gemeinsam von den New Yorker Immobilienunternehmen Naftali Group und Rockefeller Group entwickelte und vom Architekturbüro Robert A. M. Stern (Ramsa) entworfene Turm ist 149,1 Meter (489 Fuß) hoch und hat 36 Stockwerke. Ramsa entwarf unter anderem auch die ebenfalls auf der Upper East Side befindlichen Wolkenkratzer 520 Park Avenue (238 m) und 255 East 77 (152,4 m) im ähnlichen Baustil. 200 East 83rd hat einen sieben- bis achtstöckigen Sockel und ab der 33. Etage mehrere Rücksprünge, auf denen Terrassen angelegt sind. Das klassizistische mit zahlreichen Verzierungen im Stil des Art déco errichtete Bauwerk hat eine hellbeige Kalksteinfassade. Die Etagen sieben und acht haben einige zweistöckige Bogenfenster. In dem mit hohen Bogenfenstern versehenem 17. Stockwerk sind unter anderem Pool und Fitnesscenter untergebracht. Die Penthouses ab der 32. Etage in der gestaffelten und facettenreichen Gebäudekrone besitzen teilweise raumhohe Bogenfenster sowie Loggien, Pergolen und Arkaden. Die 34. und 35. Etage wird von einem Duplex-Penthouse eingenommen.
Insgesamt bietet das Gebäude auf 19.100 m² 86 Eigentumswohnungen. Das Erdgeschoss beherbergt neben der Lobby 280 m² Einzelhandelsfläche und im Untergeschoss ist ein automatisches Parksystem mit 26 Plätzen untergebracht. Den Bewohnern stehen unter anderem ein Concierge-Service, ein Fahrradraum, ein Fitnesscenter mit einem Yoga-Studio, ein Innenpool, eine Sauna und Dampfbad, eine Lounge, ein Kino, ein Kinderspielzimmer und ein Wintergarten zur Verfügung. Der Haupteingang und die Parkhauszufahrt befinden sich in der East 83rd Street.
Die Bauarbeiten für 200 East 83rd begannen Mitte 2020 und im Juni 2021 erreichte das Gebäude seine Endhöhe. Im Juli 2022 wurde der Wohnturm äußerlich und Mitte 2023 endgültig fertiggestellt.